# Nasofibroscopia
Nasofibroscopia é um exame feito através de um aparelho que é passado através do nariz, com uma fibra ótica na ponta, onde se faz a avaliação da cavidade nasal até a laringe. Este exame é feito por um otorrino com um anestésico local passado no próprio aparelho; alguns casos de pacientes muito ansiosos pode ser feito uma indução hipnótica por medicamento oral ou injetável, dependendo da ansiedade de cada paciente. Mas o exame pode ser doloroso e causar desconforto sendo feito em cerca de 15 minutos.